# آنتونی نوتو
آنتونی نوتو (زاده ۲ می ۱۹۶۸) یک تاجر آمریکایی، مدیر عامل سوفی و مدیر ارشد اجرایی سابق توییتر است.
پیش از این، او مدیر عامل گلدمن ساکس، مدیر مالی لیگ ملی فوتبال، مدیر ارشد اجرایی توییتر، و رئیس توئیتر ونچرز بود.

## سنین جوانی و تحصیل
آنتونی نوتو پسر روزان نیت (که در سال ۲۰۱۵ درگذشت) و آقای جورج نوتو است. پدر او دو خواهر و برادر به نام‌های جورج نوتو و توماس نوتو دارد. او از همسرش کریستین نوتو، ۵ فرزند دارد. نوتو از دبیرستان فرانکلین دی روزولت در هاید پارک نیویورک فارغ‌التحصیل شد. سپس به آکادمی نظامی ایالات متحده در وست پوینت پیوست، جایی که به یک ستاره در خط دفاع تیم فوتبال تبدیل شد. در سال ۱۹۹۱، نوتو بهترین رتبه رشته مهندسی مکانیک در کلاس فارغ‌التحصیلی خود را داشت. پس از فارغ‌التحصیلی از مدرسه تکاور ارتش در فورت بنینگ، نوتو به عنوان افسر ارتباطات به لشکر ۲۴ پیاده‌نظام در فورت استوارت جورجیا خدمت می‌کرد.
پس از خدمت در ارتش، نوتو به مدرسه بازرگانی در دانشگاه شیکاگو رفت، در حالی که در کرافت فودز نیز به عنوان مدیر برند کار می‌کرد، و در سال ۱۹۹۹ مدرک MBA را از دانشکده تجارت وارتون دریافت.

## حرفه

### گلدمن ساکس و NFL
نوتو در سال ۱۹۹۹ به گلدمن ساکس پیوست و توسط مجله Institutional Investor به عنوان تحلیلگر برتر تحقیق در صنعت اینترنت برگزیده شد. نوتو تیم تحقیقاتی ارتباطات، رسانه و سرگرمی شرکت را در گلدمن ساکس رهبری کرد و جهت‌گیری استراتژیک و تخصیص منابع را برای گروه فراهم کرد. در سال ۲۰۰۳ او مدیرعامل و در سال ۲۰۰۴ به یک یک شریک تبدیل شد.
در ۲۴ فوریه سال ۲۰۰۸، شغل مدیر مالی لیگ ملی فوتبال را به عهده گرفت، موقعیتی که پس از خروج باربارا کاچینسکی، مدیر مالی سابق، در فوریه ۲۰۰۳، خالی مانده بود. نوتو این سمت را تا اکتبر ۲۰۱۰ حفظ کرد و سپس این سمت را ترک کرد. او در اکتبر ۲۰۱۰ به عنوان رئیس گروه رسانه جهانی گلدمن به گلدمن ساکس بازگشت. در سال ۲۰۱۳، نوتو به گلدمن کمک کرد تا یکی از «بزرگترین جوایز فناوری در سراسر جهان» را به دست آورد، زمانی که این شرکت نقش بیمه نویس اصلی را برای عرضه اولیه عمومی توییتر به دست آورد.

### کوتو و توییتر
در می ۲۰۱۴، نوتو اعلام کرد که گلدمن ساکس را ترک خواهد کرد تا به صندوق تأمینی مستقر در نیویورک (Coatue Management LLC) بپیوندد. با این حال، در یکم ژوئیه ۲۰۱۴، مدیرعامل توییتر، دیک کاستولو، اعلام کرد که نوتو به عنوان مدیر مالی شرکت به توییتر خواهد پیوست. این دو در سال قبل، زمانی که نوتو در گلدمن ساکس، حساب توییتر شرکت را مدیریت می‌کرد، رابطه خوبی برقرار کردند. در سال ۲۰۱۴، نوتو در مجموع ۷۳ میلیون دلار پاداش دریافت کرد.

### سوفی
در ۲۰ ژانویه ۲۰۱۸، جدا شدن نوتو از توییتر تأیید شد و وی مدیر عامل سوفی شد.